# 南部北灘
南部北灘（挪威語：Søndre Nordstrand），或将后者纯音译而译作南努什特兰，是挪威首都奧斯陸的一個區。南部北灘人口37,913人，移民比例高達49.2%，是奧斯陸移民比例最高的地區 。現在南部北灘的移民比例超過一半，是奧斯陸首個移民過半的地區。